# 高橋貞夫
高橋 貞夫（たかはし さだお、1883年（明治16年）3月14日 - 1954年（昭和29年）12月29日）は、大日本帝国陸軍軍人。最終階級は陸軍中将。

## 経歴・人物
東京府出身。1902年（明治35年）陸軍士官学校第14期卒業。
1924年（大正13年）2月に陸軍造兵廠東京工廠小銃製造所長に発令され、1925年（大正14年）8月に陸軍砲兵大佐に進級。ついで、1928年（昭和3年）3月に陸軍技術本部附（米国駐在官）、1930年（昭和5年）4月に陸軍技術本部部員を経て、同年8月に陸軍少将に進み、陸軍技術本部第3部長となる。
その後、1932年（昭和7年）8月に陸軍造兵廠東京工廠長、1933年（昭和8年）11月に陸軍造兵廠小倉工廠長を経て、1934年（昭和9年）8月に陸軍中将に進級し、1935年（昭和10年）8月に陸軍兵器本廠長を経て、1937年（昭和12年）8月2日に待命、同月22日に予備役に編入した。
1947年（昭和22年）11月28日、公職追放仮指定を受けた。

## 栄典
勲章等
- 1940年（昭和15年）8月15日 - 紀元二千六百年祝典記念章[5]